# Henk Bosveld
Hendrik Willem Bosveld (Velp, 10 luglio 1941 – 6 agosto 1998) è stato un allenatore di calcio e calciatore olandese, di ruolo centrocampista.

## Carriera

### Calciatore

#### Club
Iniziò la carriera agonistica nell'Enschede, club di Eredivisie, con cui ottenne come massimo risultato nelle tre stagioni di militanza il terzo posto nell'annata 1963-1964.
Nel 1964 venne ingaggiato dallo Sparta Rotterdam. Con i biancorossi vinse la Coppa d'Olanda 1965-1966.
Lasciò il sodalizio di Rotterdam nel 1973 per andare a giocare nel Vitesse Arnhem, club in cui chiuse la carriera agonistica nel 1979.

#### Nazionale
Bosveld militò nella nazionale di calcio dei Paesi Bassi, vestendone la maglia in 2 occasioni.

##### Cronologia presenze e reti in Nazionale
| Cronologia completa delle presenze e delle reti in nazionale ― Paesi Bassi | Cronologia completa delle presenze e delle reti in nazionale ― Paesi Bassi | Cronologia completa delle presenze e delle reti in nazionale ― Paesi Bassi | Cronologia completa delle presenze e delle reti in nazionale ― Paesi Bassi | Cronologia completa delle presenze e delle reti in nazionale ― Paesi Bassi | Cronologia completa delle presenze e delle reti in nazionale ― Paesi Bassi | Cronologia completa delle presenze e delle reti in nazionale ― Paesi Bassi | Cronologia completa delle presenze e delle reti in nazionale ― Paesi Bassi |
| Data                                                                       | Città                                                                      | In casa                                                                    | Risultato                                                                  | Ospiti                                                                     | Competizione                                                               | Reti                                                                       | Note                                                                       |
| -------------------------------------------------------------------------- | -------------------------------------------------------------------------- | -------------------------------------------------------------------------- | -------------------------------------------------------------------------- | -------------------------------------------------------------------------- | -------------------------------------------------------------------------- | -------------------------------------------------------------------------- | -------------------------------------------------------------------------- |
| 14-10-1962                                                                 | Anversa                                                                    | Belgio                                                                     | 2 – 0                                                                      | Paesi Bassi                                                                | Amichevole                                                                 | -                                                                          |                                                                            |
| 12-4-1964                                                                  | Amsterdam                                                                  | Paesi Bassi                                                                | 1 – 1                                                                      | Irlanda del Nord                                                           | Amichevole                                                                 | -                                                                          |                                                                            |
| Totale                                                                     |                                                                            | Presenze                                                                   | 2                                                                          |                                                                            | Reti                                                                       | 0                                                                          |                                                                            |

### Allenatore
Ritiratosi dall'attività agonistica divenne allenatore.
Guidò nella stagione 1985-1986, insieme ad Janusz Kowalik, il Vitesse Arnhem, militante in cadetteria. Con i giallonero raggiunse l'ottavo posto in classifica e perdendo la possibilità di promozione in massima serie ai play-off.

## Palmarès

### Competizioni nazionali
- Coppa dei Paesi Bassi: 1

Sparta Rotterdam: 1965-1966